# Kathleen Baker
Kathleen Somers Baker (Winston-Salem, 28 de febrero de 1997) es una deportista estadounidense que compite en natación, especialista en el estilo espalda.
Participó en los Juegos Olímpicos de Río de Janeiro 2016, obteniendo dos medallas, oro en 4 × 100 m estilos y plata en 100 m espalda.
Ganó tres medallas en el Campeonato Mundial de Natación de 2017, dos medallas en el Campeonato Mundial de Natación en Piscina Corta de 2018 y cuatro medallas en el Campeonato Pan-Pacífico de Natación de 2018.

## Palmarés internacional
| Juegos Olímpicos                    | Juegos Olímpicos        | Juegos Olímpicos  | Juegos Olímpicos        |
| Año                                 | Lugar                   | Medalla           | Prueba                  |
| ----------------------------------- | ----------------------- | ----------------- | ----------------------- |
| 2016                                | Río de Janeiro (Brasil) | Medalla de oro    | 4 × 100 m estilos       |
| 2016                                | Río de Janeiro (Brasil) | Medalla de plata  | 100 m espalda           |
| Campeonato Mundial                  |                         |                   |                         |
| Año                                 | Lugar                   | Medalla           | Prueba                  |
| 2017                                | Budapest (Hungría)      | Medalla de oro    | 4 × 100 m estilos       |
| 2017                                | Budapest (Hungría)      | Medalla de plata  | 100 m espalda           |
| 2017                                | Budapest (Hungría)      | Medalla de bronce | 200 m espalda           |
| Campeonato Mundial en Piscina Corta |                         |                   |                         |
| Año                                 | Lugar                   | Medalla           | Prueba                  |
| 2018                                | Hangzhou (China)        | Medalla de plata  | 200 m espalda           |
| 2018                                | Hangzhou (China)        | Medalla de bronce | 200 m estilos           |
| Campeonato Pan-Pacífico             |                         |                   |                         |
| Año                                 | Lugar                   | Medalla           | Prueba                  |
| 2018                                | Tokio (Japón)           | Medalla de oro    | 200 m espalda           |
| 2018                                | Tokio (Japón)           | Medalla de plata  | 4 × 100 m estilos       |
| 2018                                | Tokio (Japón)           | Medalla de bronce | 100 m espalda           |
| 2018                                | Tokio (Japón)           | Medalla de bronce | 4 × 100 m estilos mixto |